# Frank Mula
Frank Mula (n. 20 ianuarie 1950, South River⁠(d), New Jersey, SUA – d. 17 decembrie 2021, Glendale, California, SUA) a fost un scenarist de televiziune american. A dezvoltat serialul Local Heroes⁠(d) și a contribuit la Cosby⁠(d), Madame's Place⁠(d), Grand⁠(d) și Familia Simpson.

## Biografie
Mula s-a născut în New Brunswick, New Jersey⁠(d) și a crescut în South River⁠(d). A absolvit Liceul South River⁠(d) și a obținut o diplomă de master în cadrul Universității Rutgers. La sfârșitul anilor 1970, acesta s-a mutat în California pentru a deveni scriitor de comedie, fiind motivat de succesul obținut de glumele sale trimise prin fax actriței Joan Rivers. Pentru contribuțiile sale la Familia Simpson, Mula a câștigat două premii Primetime Emmy la categoria „cel mai bun serial de animație”⁠(d).
Showrunner-ul⁠(d) Mike Reiss menționa că Mula vorbea rar în timpul procesului de scriere a scenariilor, însă când o facea, contribuțiile sale erau geniale. Acesta a formulat gluma finală a episodului „Lisa the Beauty Queen⁠(d)”.
A murit în Glendale, California pe 17 decembrie 2021 la vârsta de 71 de ani.

## Filmografie

### Familia Simpson
Mula a scris următoarele episoade:
- „I Love Lisa” (1993)
- „The Last Temptation of Homer” (1993)
- „Faith Off” (2000)